# Aptinoma mangabe
Aptinoma mangabe este o specie de furnici din subfamilia Dolichoderinae.
 Specia este cunoscută doar în Golful Antongil, Madagascar.